# Іван Колев (футболіст)
Іван Колев (болг. Иван Колев, 1 листопада 1930, Софія — 1 липня 2005, Софія) — болгарський футболіст. Заслужений майстер спорту (1960). Футболіст року в Болгарії (1956, 1962).
Протягом своєї 23-річної кар'єри він грав головним чином як лівий вінгер. У вищому дивізіоні провів 325 ігор та забив 95 голів — 304 ігри з 90 голами за ЦСКА (Софія) та 21 гра з 5 голами за «Сливен». З «армійцями» він став 11-разовим чемпіоном Болгарії та 4-разовим володарем національного кубка. Також грав за національну збірну Болгарії, з якою був учасником двох чемпіонатів світу та трьох Олімпійських ігор.

## Клубна кар'єра
Вихованець столичного клубу «Спортист». З 1947 року виступав за основний склад команди. У 1949 році команда була розпущена і Колев перейшов до клубу ВВС з Софії.
На наступний рік став гравцем місцевого ЦСКА, який тоді носив назву «Народна войска». Дебютував у вищому дивізіоні 12 березня 1950 року в першому турі сезону в матчі проти «Марека» (Дупниця). Втім закріпитись у команді не зумів, зігравши лише 4 гри з 1 голом, після чого повернувся до ВПС.

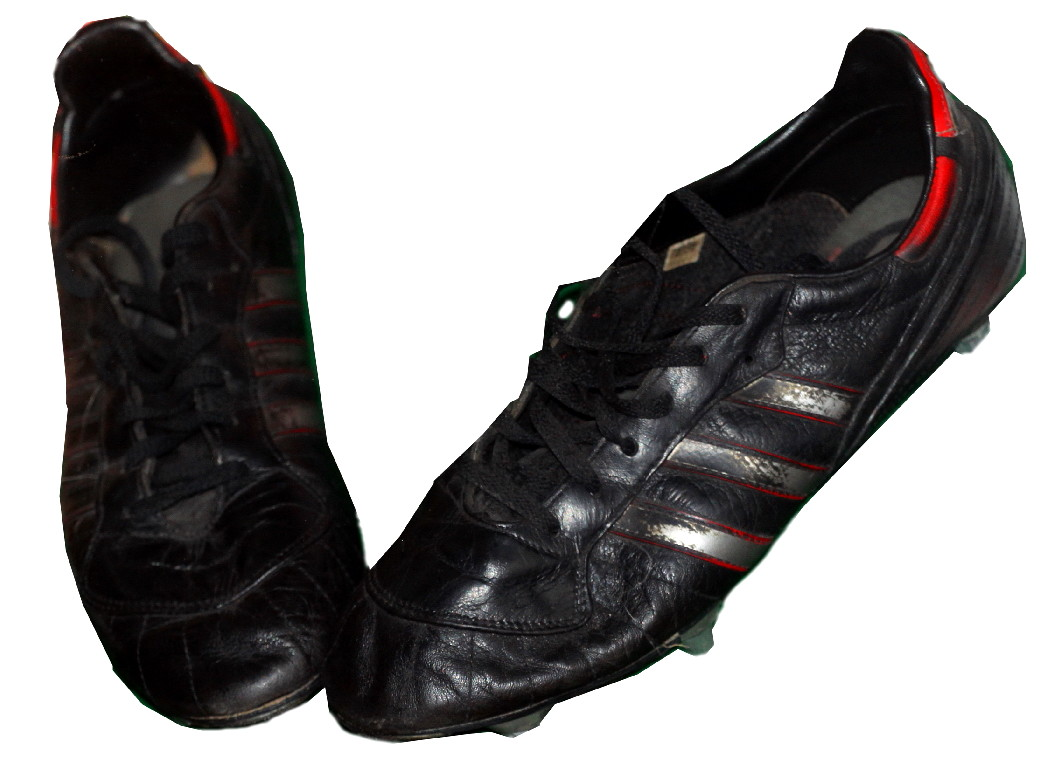
Футбольне взуття Івана Колева, виставлене в музеї ЦСКА

У 1952 році вдруге став гравцем ЦСКА. Він виступав за цей клуб до 1967 року, вигравши 11 чемпіонатів Болгарії і чотири Кубка країни. 21 жовтня 1956 року Колев забив перший гол болгарських клубів в єврокубках, вразивши на 12-й хвилині зустрічі Кубка європейських чемпіонів ворота «Динамо» Бухарест; більш того в тій же грі він зробив хет-трик, перший для болгар в міжнародних клубних турнірах.
У 1960 році Іван отримав звання Заслужений майстер спорту, а в 1956 і 1962 роках визнавався найкращим футболістом Болгарії. У 1956 році Колев став першим болгарином, якого France Football висунула на престижну нагороду «Золотий м'яч», і отримав 9 місце в опитуванні найкращого футболіста Європи. Потім його номінували ще 3 рази — 1958 (19 місце), 1959 (13 місце) та 1960 (16 місце) року. В індивідуальному порядку його найкращим сезоном був 1960/61, коли він забив 18 голів у 26 іграх ліги.
У 1967 році Колев покинув ЦСКА, перейшовши в клуб «Сливен», де завершив кар'єру в 1969 році. Всього в чемпіонаті Болгарії нападник провів 325 матчів і забив 95 голів, в єврокубках провів 29 матчів і забив 7 голів. Довгій кар'єрі Колєва навіть не завадив поставлений діагноз — вроджена вада серця.

## Виступи за збірну
18 травня 1952 року дебютував в офіційних матчах у складі національної збірної Болгарії в товариській зустрічі з Польщею. У своїй другій грі за збірну Іван забив м'яч, який приніс нічию з командою Угорщини. Того ж року поїхав на Олімпійські ігри у Гельсінкі, де його команда в першій же грі поступилася збірній СРСР; при цьому Колев в додатковий час на 95-й хвилині забив перший м'яч у зустрічі, який також став дебютним для болгар в історії Олімпійських ігор, але потім радянські футболісти забили два голи і перемогли.
У 1956 році він поїхав на свою другу Олімпіаду у Мельбурні. У першій же грі на турнірі Колев зробив «дубль», а його команда перемогла збірну Великої Британії з рахунком 6:1. У півфіналі Болгарія знову зустрічалася зі збірною СРСР. Цікаво, що матч знову дійшов до додаткового часу, більш того, Колев, як і чотири роки тому на 95 хвилині зустрічі відкрив рахунок, але потім радянські гравці забили двічі і не пустили Болгарію у фінал. У матчі за третє місце Болгарія обіграла Індію і завоювала бронзові медалі.
У 1960 році Колев поїхав на свою третю Олімпіаду. Там він зіграв лише одну зустріч, з Єгиптом, з трьох проведених збірною, що вилетіла після групового турніру.
У 1962 році Болгарія вперше у своїй історії відібралася на чемпіонат світу у Чилі. Але фінальний турнір склався для команди невдало: збірна посіла останнє місце в групі, набравши тільки одне очко, при різниці м'ячів 1:7. Колев брав участь у всіх трьох матчах. Чотири роки по тому він поїхав на свій останній великий турнір, чемпіонат світу 1966 року в Англії. Тут болгари виступили ще гірше, програвши всі три гри. Колев брав участь у двох з них. Матч, зіграний 20 липня 1966 року зі збірною Угорщини (1:3), став останнім для Івана у футболці національної команди. Всього він виступав за збірну 14 років, провівши 75 матчів і забивши 25 голів.

## Тренерська кар'єра
У сезоні 1971/72 Колев очолював «Вельбажд», який брав участь у південній Групі «Б», і під його керівництвом команда посіла 3-є місце. 
Влітку 1972 року він став головним тренером клубу «Чардафон-Орловець» (Габрово) і привів його до виходу в групу «А», вищий дивізіон країни. 
У 1976 році він прийняв новачка елітного дивізіону «Академіка» (Свиштов) і зумів утримати його в еліті, а в 1977 році його призначили головним тренером «Академіка» (Софія).
Помер 1 липня 2005 року на 75-му році життя у місті Софія від серцевого нападу. Похований 11 липня 2005 року на Центральному кладовищі в Софії.

## Досягнення

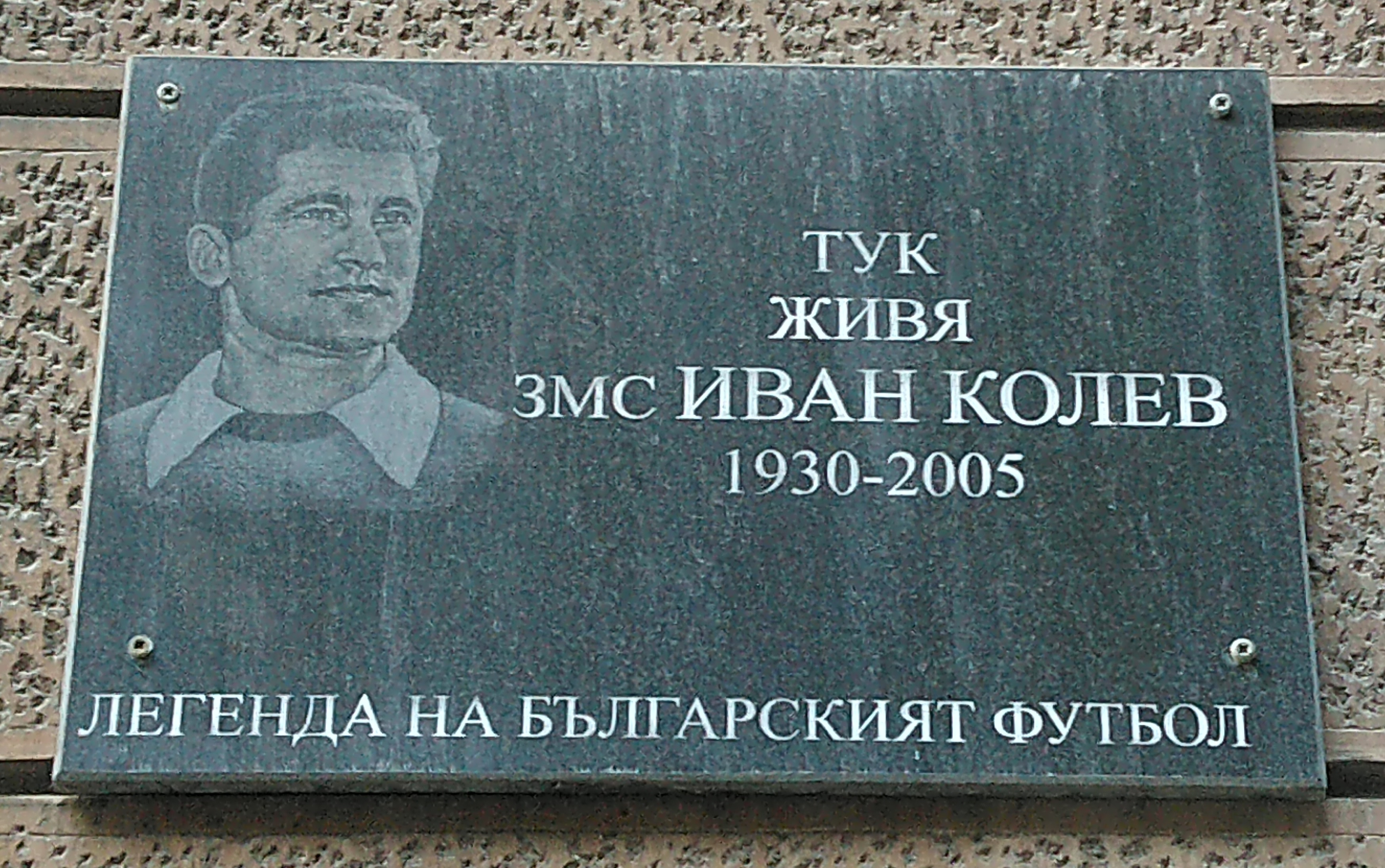
Меморіальна дошка Колева на вул. Юрія Венеліна, 25 у Софії, де жив футболіст.

### Клубні
- Чемпіон Болгарії (11): 1952, 1954, 1955, 1956, 1957, 1958, 1958–59, 1959–60, 1960–61, 1961–62, 1965–66
- Володар Кубка Болгарії (4): 1954, 1955, 1960–61, 1964–65

### Збірна
- Бронзовий олімпійський призер: 1956

## Особисте життя
Його молодший брат, Тодор Колев, також був професіональним футболістом і гравцем збірної Болгарії, з якою поїхав на чемпіонат світу 1970 року.